# Doll Elements
Doll Elements (Doll☆Elements Doru Erementsu?) fue un grupo de J-pop femenino formado en 2011. Fue una unidad musical compuesta por aprendices de la tercera generación del grupo Lovely Doll. El 3 de julio de 2013, Doll Elements debutó bajo el sello principal Dreamusic con su single Kimi no Heart ni Toki Hanatsu! El grupo se disolvió el 14 de enero de 2017.

## Miembros
| Nombre                      | Apodo    | Nacimiento                       | Notas                                                                      |
| --------------------------- | -------- | -------------------------------- | -------------------------------------------------------------------------- |
| Natsumi Gonda (権田夏海?)   | Gonchan  | 13 de junio de 1991 (33 años)    | Líder                                                                      |
| Rika Tonosaki (外崎梨香?)   | Rikapyon | 22 de abril de 1992 (32 años)    |                                                                            |
| Runa Kojima (小島瑠那?)     | Runapon  | 31 de octubre de 1994 (30 años)  |                                                                            |
| Yukino Komori (小森ゆきの?) | Yukinon  | 5 de diciembre de 1996 (28 años) | Se unió el 10 de noviembre de 2013                                         |
| Haruka Koizumi (小泉遥?)    | Izumin   | 9 de enero de 1996 (29 años)     | Se unió el 18 de enero de 2014 Antiguo miembro de Yoshimoto Gravure Agency |

### Antiguos miembros
| Nombre                       | Apodo               | Nacimiento                      | Notas                                |
| ---------------------------- | ------------------- | ------------------------------- | ------------------------------------ |
| Anna Tamechika (為近あんな?) | Tame-chan           | 29 de octubre de 1992 (32 años) | Se retiró el 9 de agosto de 2012     |
| Aoi Ayamori (綾森あおい?)    | Aoi-tan (あおい丼?) | 13 de agosto de 1993 (31 años)  | Se graduó el 17 de diciembre de 2013 |

## Discografía

### Sencillos
| Título                                                            | Lanzamiento | Oricon Semanal Single Chart | Notas                           |
| Indies                                                            | Indies      | Indies                      | Indies                          |
| ----------------------------------------------------------------- | ----------- | --------------------------- | ------------------------------- |
| "Miracle Elements" (ミラクル☆エレメンツ?)                         | 2012        | 25                          |                                 |
| "Miracle Elements / Dolly Kiss" (ミラクル☆エレメンツ/Dolly Kiss?) | 2012        | —                           |                                 |
| "Gyutto Star!!" (ギュッとStar!!?)                                 | 2013        | 15                          | Vendió 10,000 copias            |
| Major                                                             |             |                             |                                 |
| "Kimi no Heart ni Toki Hanatsu!" (君のハートに解き放つ！?)        | 2013        | 10                          | Tema de apertura de Rank Ōkoku. |
| "Kimi no Koto Mamoritai!" (君のコト守りたい！?)                   | 2013        | 15                          | Tema de cierre de Selection X   |
| "Kimi no Tonari de Otoritai!" (君のトナリで踊りたい！?)           | 2014        | 11                          |                                 |